# Alexis Love
Alexis Love (Sacramento, 7 aprile 1987) è un'ex attrice pornografica e modella statunitense.

## Carriera
Entra nel settore nel mese di agosto 2006. Nel maggio 2008 è stata nominata Pet del Mese della rivista Penthouse.
Nel 2008, è apparsa nel The Howard Stern Show e nel The Maury Show.

## Riconoscimenti
- 2009 AVN Award nomination – Best All-Girl Couples Sex Scene – Girl Girl Studio 7[3]
- 2009 XRCO Award nomination – Cream Dream[4]

## Filmografia
- 8 Simple Rules for Banging My Teenage Daughter 2 (2006)
- Cheating Husband's Dolls (2006)
- Fresh Pussy 4 (2006)
- Girls Playing with Girls (2006)
- Hard Candy 3 (2006)
- Hot Latin Pussy Adventures 46 (2006)
- Jack's POV 5 (2006)
- More Dirty Debutantes 360 (2006)
- New Chicks Cum First 2 (2006)
- New Whores On The Block 2 (2006)
- Stuffin Young Muffins 6 (2006)
- Teens In Tight Jeans 2 (2006)
- Young Fucking Bitches 1 (2006)
- Young Tight Latinas 11 (2006)
- 18 and Easy 5 (2007)
- 18 Candles 1 (2007)
- 18 Legal And Latin 4 (2007)
- 2 on 1 27 (2007)
- A Capella (2007)
- Asian Slut Invasion 3 (2007)
- Asseaters Unanimous 15 (2007)
- Barefoot Confidential 49 (2007)
- Barely 18 35 (2007)
- Barely Legal 75 (2007)
- Barely Legal All by Myself 1 (2007)
- Barely Legal Bachelor Party (2007)
- Barely Legal Corrupted 9 (2007)
- Barely Legal School Girls 3 (2007)
- Big Black Poles And White Holes (2007)
- Bikini Teenies (2007)
- Bottom Drawer (2007)
- Bound to Please 1 (2007)
- Bring 'um Young 25 (2007)
- Brown Eyed Girl (2007)
- Brunettes Do It Better (2007)
- Chol Ho's 3 (2007)
- Come As You Please (2007)
- Crack Her Jack 9 (2007)
- Cum Play With Me 3 (2007)
- Deep Throat This 34 (2007)
- Deeper 5 (2007)
- Deeper 7 (2007)
- Erotica XXX 14 (2007)
- Facade (2007)
- Fast Times at Naughty America University 4 (2007)
- Fast Times at Naughty America University 5 (2007)
- First Time Auditions 2 (2007)
- Freaky First Timers 7 (2007)
- Fresh Mex 2 (2007)
- Fucking Myself 2 (2007)
- Girlgasmic 1 (2007)
- Girls Hunting Girls 14 (2007)
- Handjobs 20 (2007)
- Hannah: Erotique (2007)
- Hot Sauce 3 (2007)
- House of Jordan 1 (2007)
- I Love Alexis (2007)
- I Love Paulina (2007)
- I Wanna Get Face Fucked 4 (2007)
- Initiations 19 (2007)
- Innocence Brat (2007)
- It Takes Two 4 (2007)
- It's a Daddy Thing 3 (2007)
- It's a Mommy Thing 1 (2007)
- Jack's Leg Show 1 (2007)
- Jack's Leg Show 3 (2007)
- Just Legal Babes 1 (2007)
- Lascivious Latinas 6 (2007)
- Latin Honeys 1 (2007)
- Lela Undone (2007)
- Marco's Crazy Dreams (2007)
- Meet Kayden (2007)
- Naughty Auditions (2007)
- Naughty College School Girls 41 (2007)
- No Man's Land 42 (2007)
- No Man's Land Latin Edition 9 (2007)
- No Swallowing Allowed 11 (2007)
- Peep Show 1 (2007)
- Pure 18 2 (2007)
- Pussy Playhouse 15 (2007)
- Real College Girls 14 (2007)
- Red Hot Fox (2007)
- Revelations (2007)
- Sex To Die For (2007)
- Slick (2007)
- Slumber Party (2007)
- Slutinas 3 (2007)
- Soaking Wet Perversions (2007)
- Sophia Santi: Scream (2007)
- Spring Chickens 18 (2007)
- Stare at My Pussy 1 (2007)
- Sweet and Petite 3 (2007)
- Taboo: On the Edge (2007)
- Teen Idol 4 (2007)
- Teen Machine 2 (2007)
- Teenage Peach Fuzz 4 (2007)
- Teens With Tits 11 (2007)
- Thy Neighbor's Daughter (2007)
- Ties That Bind 2 (2007)
- Tongues and Twats 3 (2007)
- Tug Jobs 11 (2007)
- We Fuck 'em Young 1 (2007)
- We Fuck 'em Young 2 (2007)
- Young Harlots: The Governess (2007)
- Ashlynn Goes To College 1 (2008)
- Barely Legal 18 and Easy 1 (2008)
- Bree and Kayden (2008)
- Cheating Affairs (2008)
- Deeper 11 (2008)
- Flesh Desires (2008)
- Fleshdance (2008)
- Frat House Fuckfest 8 (2008)
- Fresh Foxes 2 (2008)
- Fresh Teens 1 (2008)
- Girl Girl Studio 7: Keana Does L.A. (2008)
- Give Me Pink 4 (2008)
- Go Fuck Myself 5 (2008)
- Hello Nurse (2008)
- Hot Showers 16 (2008)
- House of Ass 8 (2008)
- I Love Latinas 7 (2008)
- It's a Daddy Thing 4 (2008)
- Just 18 Pussycat Teens (2008)
- Just Over Eighteen 19 (2008)
- Katsuni: Minx (2008)
- Killer Grip 4 (2008)
- Latin Seduction (2008)
- Mamacitas 11 (2008)
- Marco's Dirty Dreams 3 (2008)
- Mexicunts 6 (2008)
- Mouth 2 Mouth 11 (2008)
- My Dirty Angels 12 (2008)
- Not The Bradys XXX: Marcia Marcia Marcia (2008)
- One Night Stand (2008)
- Pleasure Dome (2008)
- POV Centerfolds 6 (2008)
- Pure 18 5 (2008)
- Runaway Love (2008)
- Sex in Dangerous Places (2008)
- Sheer Desires (2008)
- Soloerotica 10 (2008)
- Spring Fling (2008)
- Teen Hitchhikers 21 (2008)
- Teen Spirit 7 (2008)
- Teenage Hooker Confessions (2008)
- Teens Like It Big 2 (2008)
- Teeny Bopper Club 6 (2008)
- That Voodoo That You Do (2008)
- Tied Up (2008)
- Trust Justice 2 (2008)
- Who's Killing the Pets (2008)
- Young Latin Ass 5 (2008)
- Young Wet Horny 5 (2008)
- ATK Petite Amateurs 5 (2009)
- Belle (2009)
- Fem Luminoso (2009)
- Frat House Fuckfest 11 (2009)
- Getting All A's 7 (2009)
- Girlfriends 6 (2009)
- I Am Eighteen 1 (2009)
- Ice Cream Bang Bang 2 (2009)
- International Cumshot in L.A. (2009)
- Jana Cova's Juice (2009)
- Kayden's Frisky Business (2009)
- Sex Toy Teens 2 (2009)
- Smokin' Hot Latinas 1 (2009)
- Teen Hitchhikers 22 (2009)
- Teenage All Stars (2009)
- Wank My Wood 1 (2009)
- Young Mommies Who Love Pussy 4 (2009)
- Young Sluts, Inc. 20 (2009)
- Best Little Cocksuckers (2010)
- First Time Ball Busters 4 (2010)
- Fresh Teens 4 (2010)
- Girls Banging Girls 5 (2010)
- Latin Hoochies 3 (2010)
- Latinass 2 (2010)
- Lesbian Lipstick Seduction 2 (2010)
- Pink Pleasures (2010)
- Pure 18 13 (2010)
- Sex Toy Teens 4 (2010)
- Sticky Teen Faces 2 (2010)
- Teen Spirit 8 (2010)
- Tight Holes Big Poles 2 (2010)
- Coercion 101 1 (2011)
- KissMe Girl 1 (2011)
- Lesbian Love (II) (2011)
- Marco Banderas Is The Latin Lover (2011)
- North Pole 88 (2011)
- Slammed By Black Cock (2011)
- Sticky Teen Faces 5 (2011)
- Superstar Brown Skin Beauties (2011)
- Teens For Cash 21 (2011)
- Tight Holes Big Poles 5 (2011)
- Barrio Bitches (2012)
- Four (2012)
- Obscene Teens (2012)
- Hey It's Fuck Time (2013)
- Mommy's Girl (2013)
- Slut Powers Activate (2013)